# Hof Behrmann

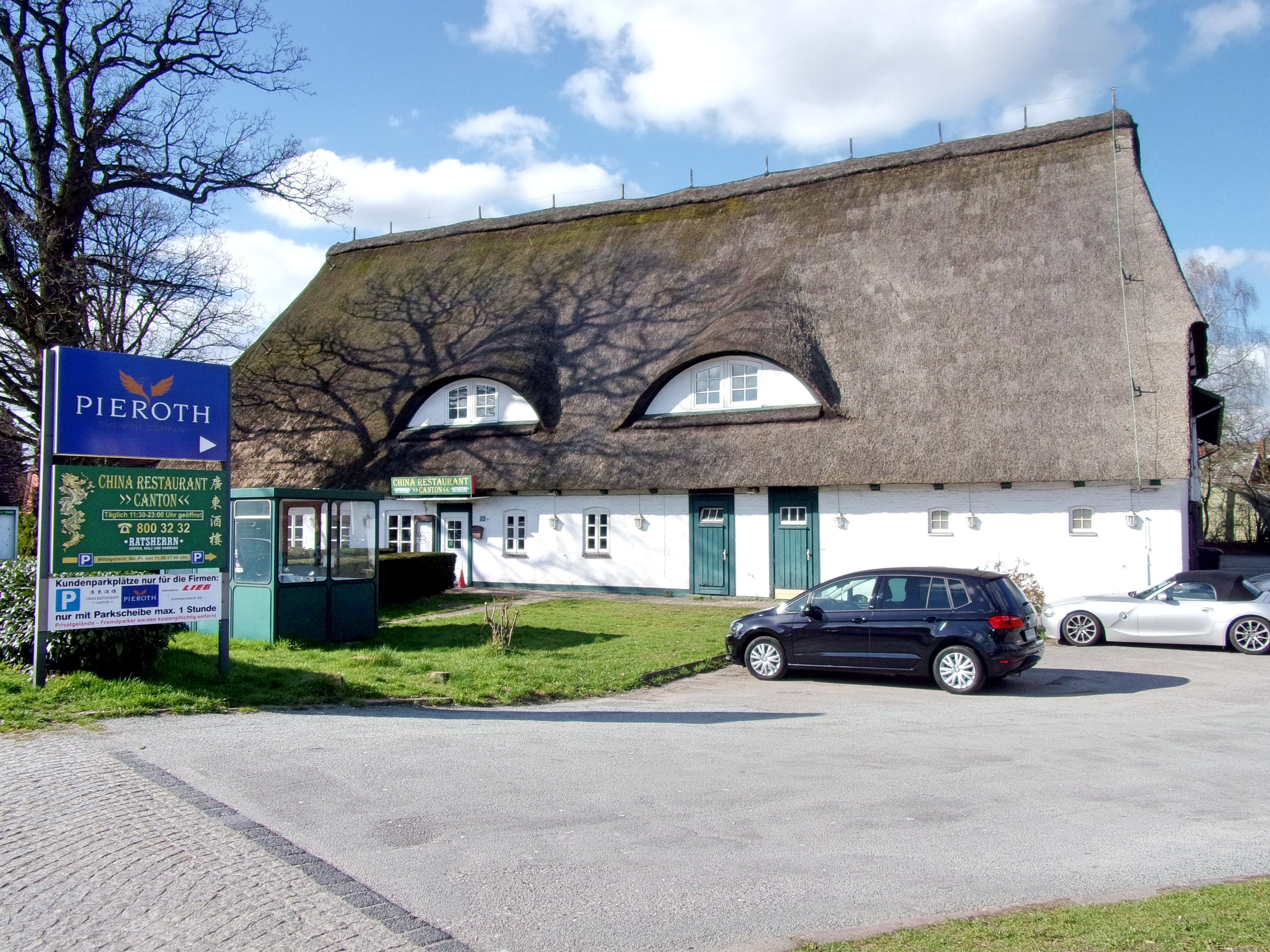
Der Hof Behrmann 2019

Der Hof Behrmann ist ein ehemaliger Bauernhof in Hamburg-Osdorf an der Osdorfer Landstraße 218, Ecke Rugenbarg. Das reetgedeckte, denkmalgeschützte Bauwerk wurde 1866 erbaut. In ihm befindet sich heute ein chinesisches Restaurant. Im 1911 zugefügten Anbau befindet sich ein Weinhandel mit Shop-in-shop-Postfiliale.

## Geschichte
Die Hofstelle wurde im Erdbuch Osdorfs von 1684 erstmals als eigenständiger Hof erwähnt, zuvor war das Gelände dem Hof Langelo zugehörig. Der Familie Langelo folgte 1624 Hans Salingen aus Schenefeld, 1652 Hans Dreyer und im 18. Jahrhundert dessen Sohn Ludwig. Am 12. Dezember 1721 übernahm Cord Behrmann den Hof. Seitdem blieb er im Familienbesitz. Das ursprüngliche Wohnhaus des Hofes lag parallel zur Straße Rugenbarg. Nach dessen Abbruch wurde Material zur Erweiterung des heute noch existierenden Scheunenhauses um ein Fachwerk verwendet. Dieses heutige Haus wurde im Jahr 1866 von Hinrich Behrmann erbaut, der den Hof 1847 übernommen hatte. 1911 erfolgte der Anbau, 1912 wurde zudem das damals ebenfalls zum Hof gehörige Haus Osdorfer Landstraße 208 erbaut.
Bereits 1843 wurde nebenan an der Osdorfer Landstraße 214/216 durch Franz Hinrich und Margarethe Behrmann eine Altenteilerkate errichtet. Es war ein Durchgangshaus mit Fachwerk und abgewalmtem Reetdach. Es verfügte über eine aufwendig gekachelte Wohnstube. Zur Straßenfront hin wurde es später umgebaut und beherbergte zwei Ladengeschäfte mit Schaufenster, ein Spielzeug- und ein Bäckereigeschäft. In der Silvesternacht 1983/84 brannte es jedoch nieder und musste abgerissen werden. Heute steht hier ein moderner Flachbau, in den nacheinander ein Autohandel, eine Bankfiliale und zuletzt ein Zweiradgeschäft einzogen.
Heinrich Behrmann, der den Hof 1913 übernahm, betrieb noch Viehhaltung sowie Getreideanbau. 1935 musste ein Teil des zum Hof gehörigen Geländes am Blomkamp an die neu erbaute Generalleutnant-Graf-von-Baudissin-Kaserne abgetreten werden. 1966 und 1970 verlor der Hof weitere Flächen etwa durch den Bau der Großsiedlung Osdorfer Born. Der Betrieb siedelte schließlich in die Osdorfer Feldmark an die Straße Am Osdorfer Born aus, betreibt nach weiteren Jahren der Rinder- und Pferdezucht heute jedoch nur noch Landschaftspflege durch Heuernte. Im Anschluss befanden sich im zur Osdorfer Landstraße gelegenen früheren Gebäude des Hofs Behrmann verschiedene Restaurants, seit über 20 Jahren bis heute ein chinesisches Restaurant. Der Anbau beherbergte eine Lidl-Filiale, der das heutige Weingeschäft mit eingemieteter Postfiliale – die die vormalige am Rugenbarg 22 ersetzte – folgte.